# Ardovie House
Ardovie House ist eine Villa nahe der schottischen Kleinstadt Brechin in der Council Area Angus. 1971 wurde das Bauwerk in die schottischen Denkmallisten in der höchsten Denkmalkategorie A aufgenommen. Verschiedene zugehörige Bauwerke sind ebenfalls als Denkmäler geschützt. So ist eine Sonnenuhr als Kategorie-B-Denkmal eingestuft. Die Gärten sowie das alte Bauernhaus sind als Denkmäler der Kategorie C klassifiziert.

## Beschreibung
Eine Datumsangabe im Zusammenhang mit den Monogrammen „RS“ und „CG“ weist das Baujahr 1759 aus. Im späteren 18. Jahrhundert, möglicherweise 1776, wurde ein Anbau hinzugefügt. Der zweite Flügel wurden dann im frühen 19. Jahrhundert ergänzt.
Ardovie House steht isoliert rund vier Kilometer südwestlich von Brechin. Die westexponierte Hauptfassade des zweistöckigen Gebäudes ist drei Achsen weit. Das zentrale Eingangsportal ist mit Architrav und Fries ausgeführt. Darüber schließt ein kleiner Dreiecksgiebel mit Ochsenauge im Tympanum die Fassade. Die rückwärtig abgehenden Flügel sind etwas niedriger ausgeführt.
Die Sonnenuhr westlich von Ardovie House stammt aus dem Jahre 1682. Es sind die Monogramme „RS“ und „MM“ angegeben. Im 19. Jahrhundert wurde der Baluster, der den Schaft der Sonnenuhr bildet, ersetzt. Das Ziffernblatt ist oktogonal. Eine mehr als 2,7 m hohe Bruchsteinmauer umfasst die quadratischen Gärten westlich des Hauses. Das zweistöckige Bauernhaus östlich der Villa stammt aus dem späten 18. Jahrhundert Seine Hauptfassade ist drei Achen weit. Die Dachgauben sind späteren Datums.